# 趙ガク
趙 㮙（ちょう がく、1110年 - 1132年）は、北宋の徽宗の第15皇子（夭逝を除いて第11皇子）。

## 経歴
美人王氏（後に貴妃を授された）の子として大観4年（1110年）4月に生まれた。同母妹に申福帝姫がいる。
同年5月、冀国公の位を授けられた。宣和6年（1124年）、河間郡王を再授された。宣和7年（1125年）7月、沂王を加授された。
靖康の変後、金に連行された。金の天会10年（1132年）夏、趙㮙は劉文彦（趙㮙の異母姉の趙巧雲の前夫）と共に、徽宗の謀逆を告発した。五国城の総監・習古国王はただちに兵を派遣して徽宗らを勾留し、金の太宗呉乞買に報告した。徽宗は召喚されたが、ショックのあまり回答を拒否した。また多くの抑留者が出廷、証言させられたが、蔡鞗（趙㮙の異母姉の趙福金の前夫で、蔡京の子）と趙植（趙㮙の異母兄）は徽宗を弁護し、面と向かい合って趙㮙や劉文彦を問い質した。3日の審理の後、趙㮙と劉文彦は誣告を認めた。金は2人を死刑に処した。

## 家族
- 正室：梁春先 - 金で斜也（太宗呉乞買の弟）の側室となった。

## 伝記資料
- 『靖康稗史箋證』
- 『宋会要輯稿』
- 『三朝北盟会編』
- 『金史』